# Kampfl József
Kampfl József (Monor, 1939. június 13. – Budapest, 2020. december 11.) magyar szobrász.

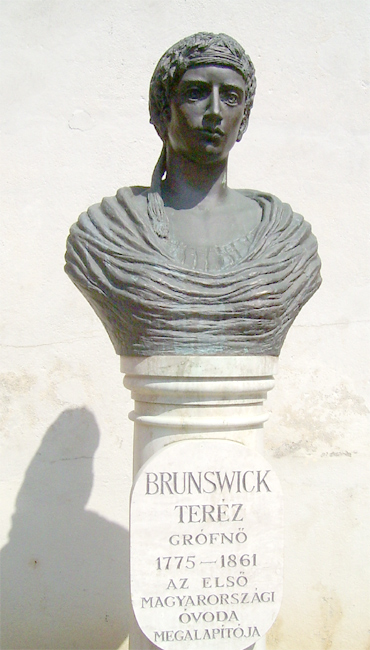
Brunswick Teréz budapesti szobra, a Logodi utcában

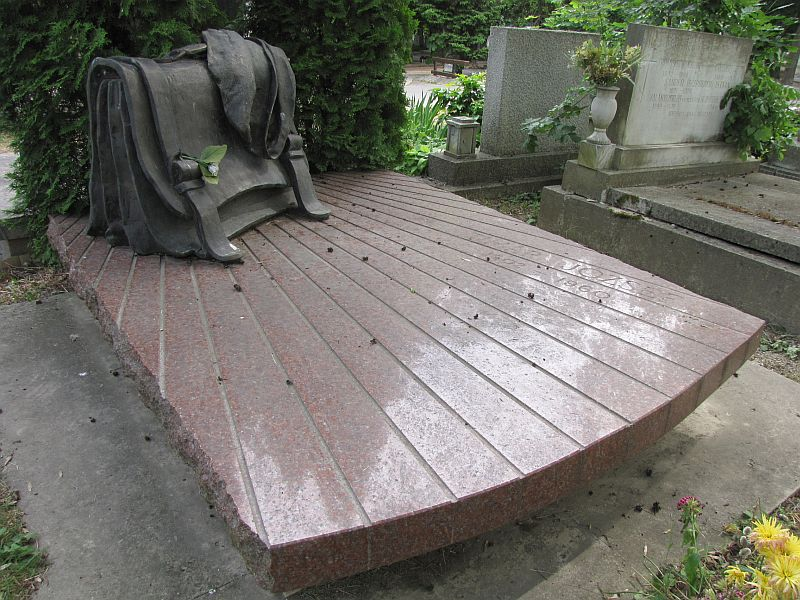
Timár József, sírja Budapesten. Farkasréti temető: 8/3-1-13/14.

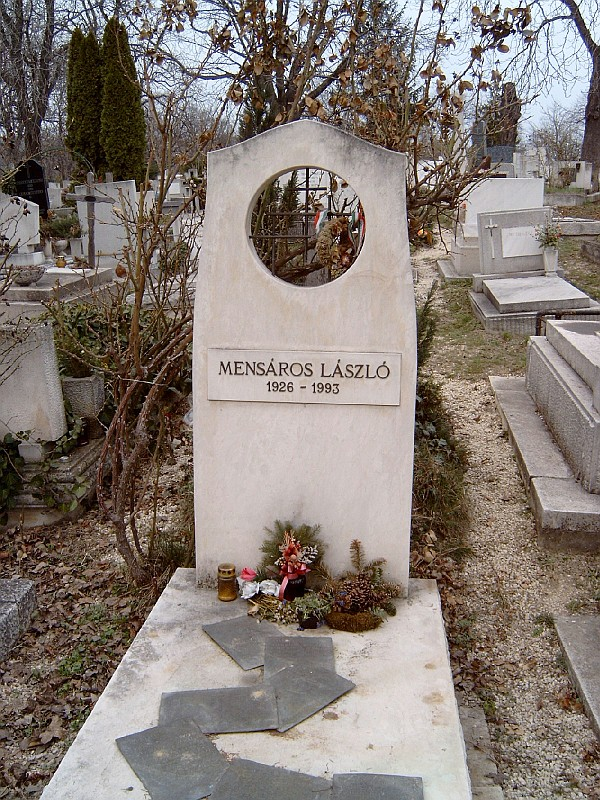
Mensáros László sírja Budapesten. Farkasréti temető: 25-5-16/1.

## Élete
A fővárosi Művészeti Gimnáziumba járt középiskolába. Főiskolai tanulmányait a Képzőművészeti Főiskolán végezte 1958–1963 között, ahol Somogyi József (szobrász) és Mikus Sándor tanítványa volt.
Járt Ausztriában, Svájcban, Olaszországban, Görögországban, a Szovjetunióban és az USA-ban. 1964 óta állítja ki műveit. 1985-ben Rómában ösztöndíjas. Köztéri szobrokat készített kőből, bronzból, pirogránitból; érmeket bronzból, ezüstből, aranyból.

## Köztéri művei

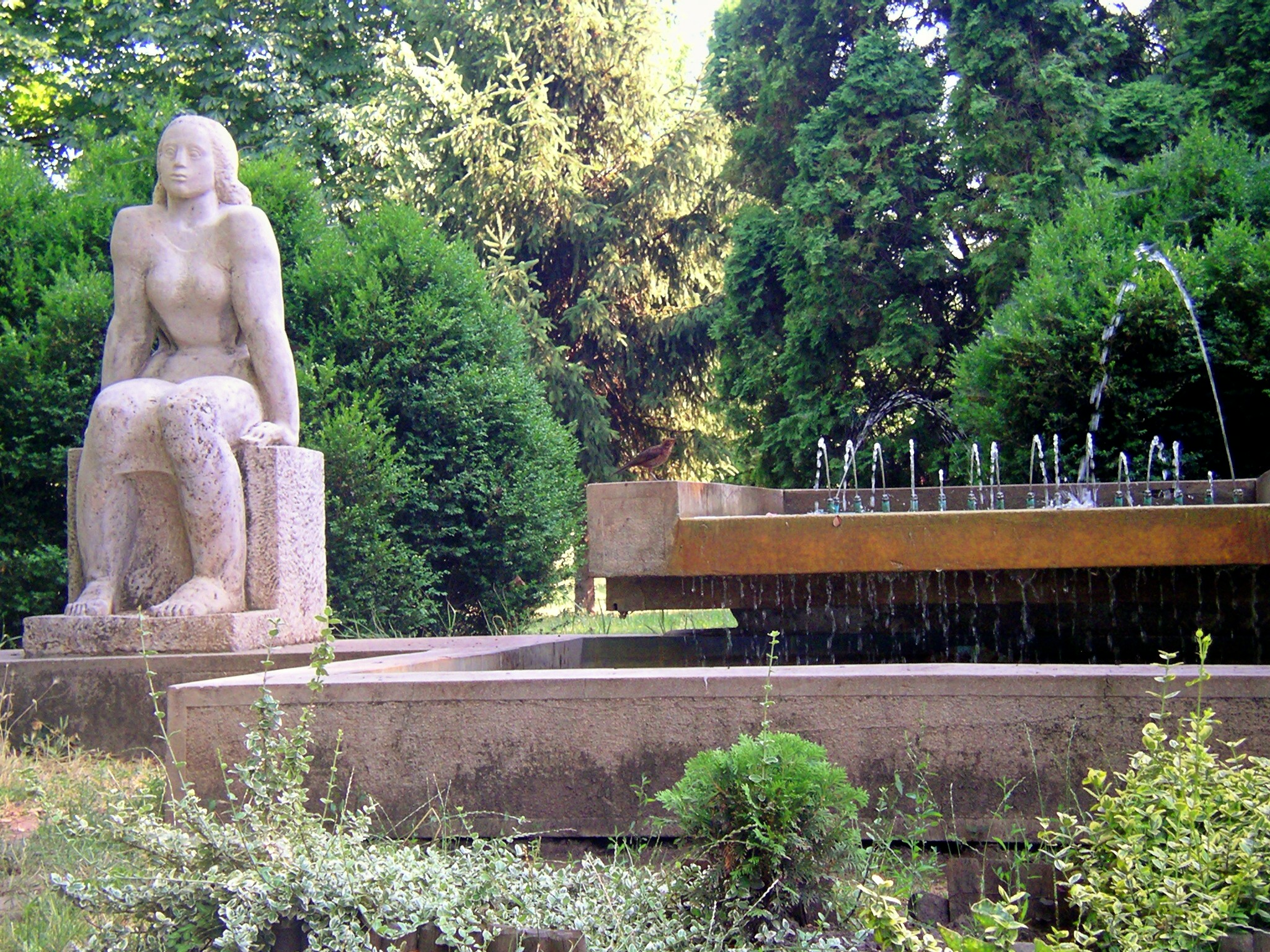
Ülő nő (Nagyszénás, 1968)

- Móra Ferenc (mészkő mellszobor, 1965, Mórahalom, Gimnázium)
- Vörösmarty Mihály (mészkő, 1965, Kápolnásnyék)
- Bródy Imre és Selényi Pál (kő portrédombormű, 1967, Budapest, Fóti út, Híradástechnikai Kutató Intézet)
- Keleti Károly és Fényes Elek (márvány dombormű, 1968, Budapest, II. ker., Keleti Károly u., KSH)
- Ülő nő (mészkő szobor, 1968, Nagyszénás, Körös-menti Szociális Otthon)
- Lipták András (mészkő, 1972, Békéscsaba, Szoborsétány)
- II. Rákóczi Ferenc (mészkő mellszobor, 1972, Tokaj, II. Rákóczi Ferenc Általános Iskola)
- Vági István (mészkő, 1973, Győr)
- Ybl Miklós (kő, 1975, Budapest, Margitsziget, Művészsétány)
- Radnóti Miklós (kő mellszobor, 1975, Pécs)
- Emberpár (mészkő, 1978, Pesterzsébet, Baross utca)[3]
- Tessedik Sámuel (mészkő mellszobor, 1979, Albertirsa, Általános Iskola)
- Politzer Ádám (mészkő mellszobor, 1982, Albertirsa, másodpéldány Bécsben)
- Móricz Zsigmond (bronz mellszobor, 1985, Tiszakécske, Móricz Zsigmond Gimnázium)
- Oláh István (bronz portrédombormű, 1988, Monor, József Attila Gimnázium)
- Petőfi Sándor (mészkő mellszobor, 1989, Újszilvás)
- Mészáros Ági-síremlék (mészkő, 1991, Budapest, Farkasréti temető)
- Széchenyi István (bronz, kő, 1991, Békéscsaba, Széchenyi István Közgazdasági Szakközépiskola)
- Kaposi Mór (bronz mellszobor, 1992, Kaposvár, Kórház park)
- Urbán Dávid-síremlék (bronz, 1993, Budapest, Farkasréti temető)
- Kőrösi Csoma Sándor (bronz, 1993, Tóalmás)
- Brunszvik Teréz (bronz, mészkő, 1994, Budapest, I. ker., Gránit lépcső)
- Timár József színművész síremléke (gránit, bronz, 1995, Budapest, Farkasréti temető)
- Szent-Györgyi Albert (bronz mellszobor, 1995, Budapest, Szent-Györgyi Albert Általános Iskola)
- Mensáros László színművész síremléke (mészkő, bronz, 1996, Budapest, Farkasréti temető)
- Schulhof Ödön reumatológus (bronz, márvány, 1996, Budapest, II. ker., Frankel Leó u., Országos Reumatológiai és Fizikoterápiás Intézet)
- Dr. Tarján György-síremlék (márvány, 1997, Budapest, Farkasréti temető)
- Dr. Vathy János síremléke (mészkő, 1997, Budapest, Farkasréti temető)
- Petőfi Sándor (bronz mellszobor, 1997, Záhony)
- Széchenyi István (1997, Dunakeszi)
- Díszkút (1998, Budapest)
- Ludwig van Beethoven-emléktábla (2000, Budapest)
- Katalán hősök emléktáblája (2000, Budapest)
- Millenniumi emlékmű (2000, Nagyiván)
- Harsányi János mellszobra (2000, Eger)
- Zsigmondy Richárd mellszobra (2000, Eger)
- John C. Polanyi mellszobra (2000, Eger)
- Elie Wiesel mellszobra (2000, Eger)
- Békésy György mellszobra (2000, Eger)
- Lénárd Fülöp mellszobra (2000, Eger)
- Oláh György mellszobra (2000, Eger)
- Gábor Dénes mellszobra (2000, Eger)
- Millenniumi emlékmű (2000, Oroszlány)
- Millenniumi emlékmű (2000, Szigetcsép)
- Tolnay Lajos (2000, Inárcs)
- Gábor Dénes (2000, Budapest)
- Gábor Dénes (2001, Budapest)
- Az 1956. október 25-i sortűz áldozatainak emléke (2001, Budapest)
- Ottlik Géza domborműves emléktáblája (2002, Budapest)
- Széchenyi-mellszobor és emlékmű (2003, Budapest)
- Kertész Imre mellszobra (2003, Eger)
- Sinkovits Imre síremléke (2003, Budapest)
- Sztevan Mihaldzsity mellszobra (2004, Szigetcsép)
- Széchenyi István mellszobra (2004, Székelyudvarhely)
- Igazak Fala emlékmű (2005, Budapest)
- Avram Hershko mellszobra (2005, Eger)
- Gábor Dénes domborműves emléktábla (2005, Budapest)
- Strommer Gyula (2005, Budapest)
- Gábor Dénes-hologram (2005, Budapest)
- Szent András apostol (2006, Tóalmás)
- Kertész Imre-mellszobor (2006, Budapest)
- Avram Hershko-mellszobor (2006, Budapest)
- Oláh György-mellszobor (2006, Budapest)
- Harsányi János-mellszobor (2006, Budapest)
- Elie Wiesel-mellszobor (2006, Budapest)
- Lénárd Fülöp (2006, Budapest)
- Bárány Róbert (2006, Budapest)
- Zsigmondy Richárd (2006, Budapest)
- Szent-Györgyi Albert (2006, Budapest)
- Hevesy György (2006, Budapest)
- Békésy György (2006, Budapest)
- Wigner Jenő(2006, Budapest)
- Gábor Dénes (2006, Budapest)
- John Charles Polanyi (2006, Budapest)
- Gábor Dénes-emléktábla (2007, Debrecen)
- Zala György-emléktábla (2008, Budapest)
- Íjász (2009, Budapest)
- Erkel Ferenc (2010, Budapest)
- Dr. Csanálosy József (2010, Szentmártonkáta)
- Gábor Dénes (2012, Budapest)
- Forradalmak emlékére (2014, Bénye)
- Szingyel Szergije Sakrak-Nínics domborműves emléktáblája (2014, Lórév)

## Egyéni kiállításai
- 1972 • Tokaj; Békéscsaba
- 1992 • Balatoni Múzeum, Keszthely

## Csoportos kiállításai
- 1978 • Magyar szobrászat, Műcsarnok, Budapest